# ISSEI (検索)
ISSEI（イッセイ）とは、データ管理・検索技術の一種。ソフトウエア開発企業であるHOWSが開発した。

## 概要
データベース管理システムを利用するのではなく、データの内容をファイル名に置き換えることで、OSのファイル検索機能を利用できるようにしたもの。
300億行からなるデータを約1秒で検索できると主張する。